# 현준극
현준극(玄峻極, 1924년 1월~1997년 8월 14일)은 조선민주주의인민공화국의 언론인, 정치인이다. 《노동신문》 소속으로 활동하며 편집부장, 부사장 겸 부주필, 책임주 등을 맡았으며, 6.25 전쟁 당시 종군기자로 활동했다.
조선로동당 생활부 기자, 조선로동당 선전선동부 지도원, 기자동맹 중앙위 부위원장, 조선로동당 출판사 사장 겸 책임주필, 조선로동당 중앙위 선전선동부 부부장, 기자동맹 위원장, 중국 주재 대사, 조선로동당 국제부 부부장, 최고인민회의 제5기 대의원, 조선로동당 중앙위 국제사업부 부부장, 조선로동당 중앙위 후보위원 등의 언론 및 정치 활동을 이어갔다.